# Hyphydrus imitator
Hyphydrus imitator är en skalbaggsart som beskrevs av Olof Biström 1984. Hyphydrus imitator ingår i släktet Hyphydrus och familjen dykare. Inga underarter finns listade i Catalogue of Life.